# 로열티
로열티(royalty), 또는 사용료, 저작권료는 특정한 권리를 이용하는 이용자가 권리를 가지고 있는 사람에게 지불하는 대가이다.  주로, 지적재산권에 속하는 특허권, 저작권, 상표권 등을 이용함에 대한 대가를 말한다. 특히, 저작권에 대한 대가는 인세(印稅)라고도 한다.

## 어원
원래, 왕위, 왕의 권리를 의미한다. 영어로는 권리를 가진 자에 지불하는 대가의 의미로 이용되는 경우에는, 복수형으로 쓰는 경우가 많다.
한편, 충실, 충성의 의미로 회사, 브랜드에 대한 고객의 친밀성, 신뢰성을 지칭하는 별도의 의미도 있다.

## 같이 보기
- 지적재산권